# Szász Béla (újságíró, 1910–1999)
Szász Béla, álneve: Vincent Savarius (Szombathely, 1910. július 9. – Norfolk, Nagy-Britannia, 1999. június 25.) író, újságíró, lapszerkesztő, a Rajk-per egyik mellékvádlottja.

## Élete
Szász Béla és Grabler Ilona gyermekeként született. 1928-tól a Magyar Királyi József Műegyetem közgazdászhallgatója volt, majd beiratkozott a Pázmány Péter Tudományegyetemre, ahol magyar, francia és művészettörténeti tanulmányokat folytatott. 1930-tól a párizsi Sorbonne-on tanult. Egyetemistaként bekapcsolódott az illegális kommunista mozgalomba, a Virradat és a Kortárs című lapok munkatársa volt. 1932-ben három havi börtönbüntetésre ítélték. 
1937-ben Franciaországba emigrált, ahol Renoir asszisztense volt. Filmezéssel, újságírással foglalkozott, 1939-ben a párizsi magyar írók Üzenet címmel megjelenő folyóiratának szerkesztőbizottsági tagja lett. 1939-től 1946-ig Argentínában élt, a Dél-amerikai Magyarság munkatársa volt, emellett fizikai munkával kereste kenyerét, azután pedig a fényképezéssel próbálkozott. 1941-től a Szabad Magyar Mozgalom dél-amerikai főtitkára, a Szabad Magyar Értesítő és az Új Világ főszerkesztője, valamint a Magyar Lapok és a Jövő társszerkesztője volt.
1946-os hazatérését követően a Képes Hét és a Jövendő című lapok szerkesztője lett. 1948-ban a Külügyminisztériumba került, ahonnan 1949-ben áthelyezték a Földművelésügyi Minisztérium sajtóosztálya élére.
1949. május 24-én a Rajk-ügybe belekeverve, kémkedés hamis vádjával letartóztatták; a kínzások ellenére sem tett beismerő vallomást. 1950 végén a Rajk-per egyik mellékperében tízévi fegyházbüntetésre ítélték. 1954. szeptember 1-jén szabadon bocsátották, majd rehabilitálták. A felajánlott vezetői állásokat visszautasította, és a Szépirodalmi, majd az Új Magyar Könyvkiadó lektoraként dolgozott. 
1956. október 6-án, Rajk László, Pálffy György, Szőnyi Tibor és Szalai András újratemetésekor – Rajk Lászlóné akaratának megfelelően – az egykori vádlott-társak nevében ő mondott gyászbeszédet. 
1957-ben ismét emigrált, előbb Bécsben élt, majd Angliában telepedett le. 1957-1961 között az Irodalmi Újság munkatársa volt. 1959-től 1963-ig részt vett a brüsszeli Nagy Imre Intézet munkájában, a Szemle és a Levélhíradó társszerkesztője lett. 1963-ban jelent meg leghíresebb műve, a Minden kényszer nélkül – Egy műper kórtörténete című visszaemlékezés, amely a Rajk-per és a körülötte történt törvénytelenségek máig egyik leghitelesebb krónikája. (A számos nyelvre lefordított kötet legálisan csak 1989-ben jelenhetett meg Magyarországon.) 
1965-től a BBC magyar osztályának külső munkatársa volt. Az Irodalmi Újság mellett rendszeresen írt az Új Látóhatárba és a Független Magyarországba. 1991-ben Ius Humana Díjjal, 1994-ben Nagy Imre-emlékplakettel tüntették ki. Norfolkban érte a halál.

## Művei
- Nemzetiségpolitikánk válsága a dunai kérdés; Attila Ny., Bp., 1932
- A magyar kibontakozás útja; Magyar Nemzeti Szocialista Párt, Bp., 1935
- Vincent Savarius: Minden kényszer nélkül. Egy műper kórtörténete; Nagy Imre Intézet, Brüsszel, 1963
- Rajk László és társai a Népbíróság előtt; bev. Szász Béla; Irodalmi Újság, Paris, 1984 (Politikai perek)
- Minden kényszer nélkül. Egy műper kórtörténete, 1-2.; "M.O.", Bp., 1984 (szamizdat)
- Penelopé és a lovag; Irodalmi Levelek, Köln–Bp., 1988 (Irodalmi levelek)
- Minden kényszer nélkül. Egy műper története; utószó, jegyz. Zinner Tibor, szerk. Antal László; Európa–História, Bp., 1989 (Extra Hungariam)
- Minden kényszer nélkül. Egy műper története; Európa, Bp., 2013 (Emlékezések)